# Gesta Regum Anglorum
La Gesta Regum Anglorum (en latin : « Les actions des rois d'Angleterre »), initialement intitulée De Gestis Regum Anglorum (« Des actions des rois d'Angleterre ») et également anglicisée dans The Chronicles ou The History of the Kings of England (« Les Chroniques » ou « L'Histoire des rois d'Angleterre »), est une histoire des rois d’Angleterre écrite au début du XIIe siècle par Guillaume de Malmesbury. Ce travail complète sa Gesta Pontificum Anglorum (« Les actions des évêques d'Angleterre ») et précède son Historia Novella (« Histoire contemporaine »), qui prolonge son récit pendant plusieurs années encore. 
L'ouvrage retrace l'histoire de l'Angleterre depuis la mort de Bède le Vénérable en 735 jusqu'à 1125. Son travail est terminé vers 1126, mais il continue à le réviser et à en améliorer le style jusqu'en 1134.
Il est aussi possible que Mathilde d'Écosse soit l'inspiratrice de l'œuvre, qu'elle soutient peut-être financièrement. On sait qu'en 1118, elle avait commandé une biographie de sa mère aux moines de Malmesbury, ainsi qu'une généalogie de la Maison de Wessex. 

## Manuscrits
L'ouvrage est connu par plusieurs manuscrits, notamment :
- Paris, Bibliothèque nationale de France, Département des Manuscrits, Latin 6047 : fin du XIIe siècle[3]
- Paris, Bibliothèque nationale de France, Département des Manuscrits, Latin 6048 : fin du XIIe siècle[4]
- Londres, British Library, Harley MS 261 : « manuscrit de Rochester », fin XIIe siècle - débutXIIIe siècle [5]
- Londres, British Library, Add MS 39646 : extraits, fin XIIe siècle[6]
- Londres, British Library, Cotton MS Claudius C IX : début XIIIe siècle[7]
- Hatfield, Hatfield House, Cecil Papers, 321[8]
- Université de Princeton, University Library, Scheide Library, 159[8]

## Éditions modernes
- (en) John Sharpe, The History of the Kings of England and the Modern History of William of Malmesbury, Londres, W. Bulmer & Co pour Longman, Hurst, Rees, Orme et Brown, 1815 (lire en ligne)
- (la) Thomas Duffus Hardy, Willelmi Malmesburiensis Monachi : Gesta Regum Anglorum atque Historia Novella, vol. I et II, Paris, 1840, 884 p. (lire en ligne)
- (en) John Allen Giles, William of Malmesbury's Chronicle of the Kings of England : From the Earliest Period to the Reign of King Stephen, with Notes and Illustrations, Londres, Henry G. Bohn, 1847, 568 p. (lire en ligne)
- (la + en) Roger A.B. Mynors et al., Gesta Regum Anglorum, Oxford Medieval Texts, vol. I, Oxford, Clarendon Press, 1998, 912 p. (ISBN 978-0-19-820678-1)
- (la + en) Rodney M. Thomson et al., Gesta Regum Anglorum , Oxford Medieval Texts, vol. II : General Introduction & Commentary, Oxford, Clarendon Press, 1999, 544 p. (ISBN 978-0-19-820682-8, lire en ligne)

## Sources
- (en) Cet article est partiellement ou en totalité issu de l’article de Wikipédia en anglais intitulé « Gesta Regum Anglorum » (voir la liste des auteurs).